# Uczciwość naukowa
Uczciwość naukowa (ang. scientific integrity) oznacza „najlepszą praktykę” lub zasady etyki stosowanej w nauce.
Zapewnienie uczciwości w nauce jest złożonym, wieloaspektowym zadaniem, dotykającym edukacji, publikacji, funkcji instytucji naukowych i akademickich oraz obowiązków agencji finansujących. W celu jej realizacji zainteresowane instytucje w kraju i na świecie publikują dokumenty zawierające sugerowane rekomendacje w zakresie etyki w nauce.

## Dokumenty międzynarodowe
Pojęcie uczciwości naukowej pojawia się w szeregu międzynarodowych dokumentów regulujących różne aspekty etyki badań naukowych:
- Europejska Karta Naukowca – Dyrekcja Generalna ds. Badań Komisji Europejskiej w 2005 r.
- Najlepsze praktyki w zakresie zapewniania uczciwości naukowej i zapobiegania niewłaściwemu postępowaniu (Best Practices for Ensuring Scientific Integrity and Preventing Misconduct) – OECD w 2007 r.

- Deklaracja Singapurska w sprawie uczciwości badań naukowych (Singapore Statement on Research Integrity)[1] – Drugi Światowy Kongres Uczciwości Badań Naukowych w 2010 r.
- Europejski kodeks postępowania na rzecz uczciwości badań naukowych Europejskiej Federacji Akademii Nauk – ALLEA (European Code of Conduct for Research Integrity of All European Academies) oraz Europejskiej Fundacji Nauki (ESF) opublikowany w 2011 r. i zmieniony w 2017 r.[2]

### Europejski kodeks ALLEA
Europejski kodeks postępowania na rzecz uczciwości badań naukowych (European Code of Conduct for Research Integrity) wyznacza ramy koncepcji uczciwości naukowej w czterech głównych kierunkach:
- Rzetelność badań (Reliability) w zakresie jakości i powtarzalności badań.
- Uczciwość (Honesty) w zakresie przejrzystości i obiektywności badań.
- Szacunek (Respect) w zakresie środowiska ludzkiego, kulturowego i ekologicznego badań.
- Odpowiedzialność (Accountability) w zakresie skutków publikacji badań.